# Yellow Mama
Yellow Mama – jedno z najsłynniejszych krzeseł elektrycznych na świecie. Znajduje się w Holman Correctional Facility – więzieniu stanowym w Alabamie.
Sławę zdobyło dzięki charakterystycznemu topornemu wyglądowi, podpórce na głowę i nietypowemu, miłemu dla oka malowaniu. Niektórzy dosłownie widzą w nim kobietę zapraszającą by usiąść jej na kolana – stąd ten ironiczny pseudonim. Prawdopodobnie, kiedy podejmowano decyzję, o pomalowaniu go na określony kolor, pomysłodawcami kierowała chęć uczynienia jego widoku bardziej znośnym, co wedle niektórych przyniosło skutek wręcz odwrotny.
Krzesło zostało zbudowane w 1927 roku przez pochodzącego z Wielkiej Brytanii stolarza Edwarda Masona, odbywającego w Kilby Prison karę więzienia za włamanie. Wtedy jego pierwszą ofiarą został Horace DeVauhan (poprzednią metodą było powieszenie). Yellow Mama była jedyną metodą egzekucji w stanie w latach 1927–2002, kiedy to wprowadzono możliwość wybrania przez skazańca zastrzyku trucizny (skazani na śmierć przed wprowadzeniem nowego prawa mogą wybrać krzesło).
22 kwietnia 1983 wykonano na nim wyrok śmierci na Johnie Louisie Evansie, którego przypadek jest często używany przez przeciwników kary śmierci w USA jako argument przeciwko jej stosowaniu, gdyż Evansa udało się uśmiercić dopiero trzecią 30-sekundową dawką prądu o napięciu 1900 woltów, a jego egzekucja trwała 14 minut.
Ostatnią ofiarą była Lynda Lyon Block, stracona 10 maja 2002. Była też ostatnią osobą, której nie pozwolono wybrać sposobu egzekucji. Jej mąż George Sibley, który wraz z nią został skazany za zabójstwo policjanta, został stracony 4 sierpnia 2005 przez wstrzyknięcie trucizny.